# Can Montràs
Can Montràs és una masia de Riudarenes (Selva) inclosa a l'Inventari del Patrimoni Arquitectònic de Catalunya.

## Descripció
Es tracta d'un edifici de planta rectangular i dos pisos amb teulada a dues vessants amb caiguda a la façana principal i posterior. El cos original ha sofert ampliacions laterals. Els murs són de maçoneria i les finestres estan emmarcades amb pedra monolítica. La llinda de la porta principal ha desaparegut i ara hi ha un arc carpanell de rajols. Hi ha les restes d'una altra porta emmarcada amb pedra.